# Berbești
Berbești – miasto w Rumunii w okręgu Vâlcea. Liczy 5704 mieszkańców (2002).